# 李元軌
李元軌（622年—688年），唐高祖李淵第十四子，母張美人，立为霍王。本名李元璹。

## 生平
史书未记载生年，从异母兄李元嘉生年推断，当在619年或之后。李元轨有多方面的才能，受李淵宠愛。623年，封蜀王，625年，徙封吴王。
633年，任寿州刺史，实封六百户，娶魏徵的女儿为妻。635年，李淵驾崩，辞官職穿喪服，在忌日绝食，哀痛過礼。636年，改封霍王，任絳州刺史，不久转任徐州刺史。李元軌任刺史时，在宅邸閉门读書，事務由長史、司馬处理。李元軌態度谨慎不妄，与他人器物不吝惜。与处士劉玄平为布衣之交。
649年，加增实封千户，任定州刺史。突厥攻擊定州，元軌開城門偃旗息鼓。突厥疑惑，没敢入城，于夜間遁走。定州李嘉運与敵人勾結被发觉，唐高宗命李元軌将其一党全部処死。李元軌安定人心，只殺李嘉運一人，其他人的罪责赦免，然后上书请罪。高宗大喜，说：“朕亦悔之，向无王，则失定州矣。”李元軌的部下王文操与敵作战，其二子王鳳、王賢为保护父亲战死。李元軌得知，派遣使者弔祭，高宗得到報告，追贈王鳳、王賢朝散大夫。
元軌入朝廷时，常常上疏议论政治得失，对朝政多有裨益，高宗尊重叔叔元軌，大事常与他相談。高宗去世时，元軌和侍中劉齊賢主管陵墓事務。元軌通晓陵葬故事，劉齊賢嘆息“非我辈所及也。”元軌派遣国令到封国征收租税，国令請用得税与諸国交易来取利，元轨回答：“汝为国令，当正吾失，反说吾以利耶！”拒而不纳。685年，加司徒，转任襄州刺史、青州刺史。688年、越王李貞兵敗，李元軌被作为謀反連座，流放黔州。載于檻車，路经陳倉而死。武則天改李元軌、李緒為虺氏，直至唐中宗復辟稱帝的神龍初年，李元軌父子恢复生前爵位，並還復李姓。

## 家庭

### 母
- 張美人，唐朝美人为二十七世妇（婕妤、美人、才人），美人九人，正四品

### 妻
- 魏氏，魏征之女

### 子
- 李緒封江都郡王、金州刺史，被處死，他善画鞍马。杜甫诗云：“国初已来画鞍马，神妙独数江都王。”
- 李純封安定郡王
- 李綽封胙国公
- 李綱封南陽公
  - 李志悌
    - 李幼成[1]
- 李絢封南昌郡公
- 李繹封山陽郡公

## 传記資料
- 《旧唐書》卷六十四 列传第十四 霍王元軌传
- 《新唐書》卷七十九 列传第四 霍王元軌传

| 前任： 李元礼 | 唐朝司徒 683年—685年 | 繼任： 李元名 |

1. ↑  《大唐故安康郡太守李府君（纲）墓志铭并序》